# Sjajetet 13

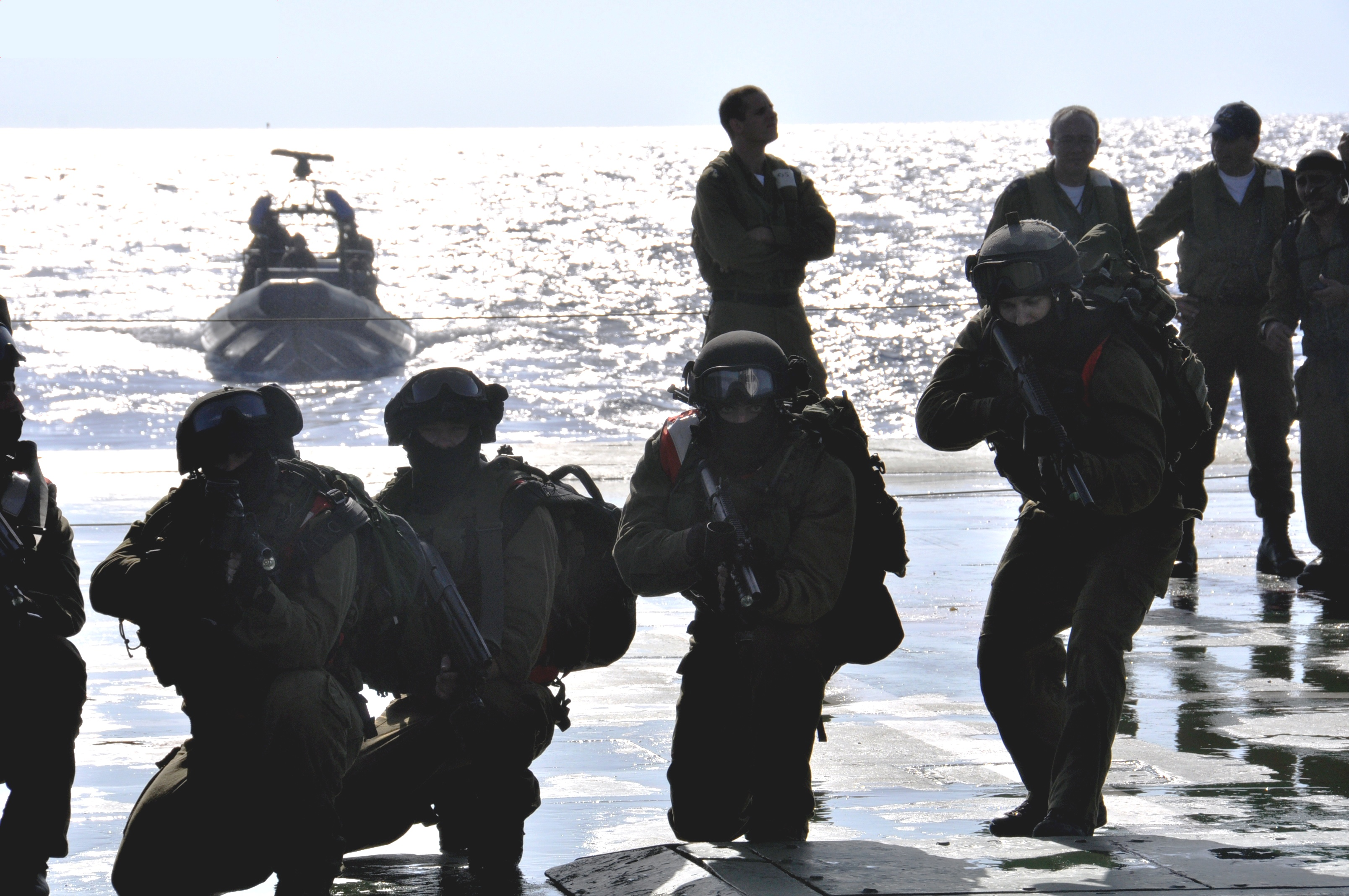
Oefening van een eenheid van Sjajetet 13

De Sjajetet 13 (Hebreeuws: שַׁיֶּטֶת 13) is een commando-eenheid in het Israëlische defensieleger.
Al vanaf het begin worden de jonge rekruten geconfronteerd met mentaal en fysiek vermoeiende proeven, die nauwlettend worden gevolgd door legerartsen. De slaagkansen om de opleiding af te maken, zijn iets minder dan 5%. De geslaagde rekruten worden dan commandosoldaten, die ingezet worden in verschillende missies. De Sjajetet 13 kan vergeleken worden met de Amerikaanse Navy SEALs, die ook wereldwijd opereren. De missies kunnen variëren van vliegtuigkapingen tot liquidaties van gevaarlijke terroristen, ver in het vijandelijk gebied.
De grootste Sjajetet-trainingsbasis is gesitueerd in Haifa, in het noorden van Israël. Het Israëlische leger probeerde de eenheid altijd te verzwijgen, maar moest het bestaan uiteindelijk toegeven na een mislukte missie in Libanon waarbij 7 Sjajetet-soldaten sneuvelden in de zomer van 2001.
Net zoals de Sajeret Matkal was de eenheid vroeger niet openbaar en waren vaak de broers van Sjajetet-soldaten ook gerekruteerd tot de eenheid. In de zomer van 2005 werd in Israël bekendgemaakt dat ten minste 10 oud-Sjajetetsoldaten kanker hadden gekregen door de lange uren die ze getraind hebben in Israëls meest vervuilde rivier, de Kisjon bij Haifa.